# Montreux (Schiff)
Die Montreux ist ein 1903/04 erbauter Schaufelraddampfer auf dem Genfersee. Nachdem das Schiff zwischen 1962 und 1998 als dieselelektrisch angetriebenes Motorschiff fuhr, verkehrt es seit 2001 wieder mit einer neu erbauten Dampfmaschine als Kursschiff auf dem Genfersee. Die Montreux ist weltweit das erste Dampfschiff, welches von einer im 21. Jahrhundert erbauten sowie von der Kommandobrücke ferngesteuerten Schiffsdampfmaschine angetrieben wird. Seit 2021 wird auch der auf dem Thunersee eingesetzte, revaporisierte Schraubendampfer Spiez auf gleiche Weise angetrieben. Der Raddampfer ist einer von fünf Schaufelraddampfern der Compagnie Générale de Navigation sur le Lac Léman (CGN), welche die Personenschifffahrt auf dem gesamten Genfersee betreibt.

## Geschichte
1902 wurde beschlossen, für den Genfersee zwei neue Raddampfer erbauen zu lassen. Das erste dieser zwei Schiffe, die Montreux, lief im Dezember 1903 vom Stapel und wurde im darauf folgenden Frühjahr dem Betrieb übergeben. Der zweite Neubau, die General Dufour, folgte im Jahr 1905, lag aber ab 1967 stillgelegt in der Werft und wurde 1977 verschrottet.
Beide Raddampfer wurden von der Firma Sulzer in Winterthur erbaut, mit einer Länge über das Hauptdeck von 63,00 Meter, eine Gesamtbreite von 14,30 Meter und einen mittleren Tiefgang (unbeladen) von 1,41 Meter. Angetrieben wurden ihre Schaufelräder von einer schrägliegenden Zweizylinder-Heissdampf-Verbundmaschine mit einer maximalen Leistung von 1.000 PS.
Gemäss der Zeitschrift La Patrie Suisse aus der Zeit des Baus:

„est décoré avec beaucoup de goût selon les préceptes de l’art nouveau. La fleur choisie comme emblème est naturellement le narcisse. Les boiseries sont en acajou et les panneaux fleuris sont l’œuvre de Joseph Mittey, professeur à l’École des arts industriels de Genève. Les autres boiseries et les vitraux ont été travaillés à Lausanne“

 (Das Schiff ist äusserst geschmackvoll in der Art des Jugendstils verziert. Als Emblem wurde die Narzisse gewählt. Das Holzwerk ist in Mahagoni ausgeführt und die geblümten Paneele sind das Werk von Joseph Mittey, Professor in Genf. Das übrige Holzwerk und die Scheiben wurden in Lausanne hergestellt.)
1957 waren die Dampfkessel der Montreux am Ende ihrer Lebensdauer angelangt. Anstelle der geplanten Neubekesselung wurde das Schiff motorisiert, das heißt, Kessel und Dampfmaschine wurden durch einen Dieselmotor mit Generator und elektrischem Antrieb der Schaufelräder ersetzt. Der 8-Zylinder-Viertakt-Dieselmotor stammte ebenfalls von der Firma Sulzer. Er hatte eine Leistung von 1.100 PS. Bei diesem Schiffsumbau wurde auch das Aussehen des Schiffes verändert; die Jugendstil Ausstattung entfernt.

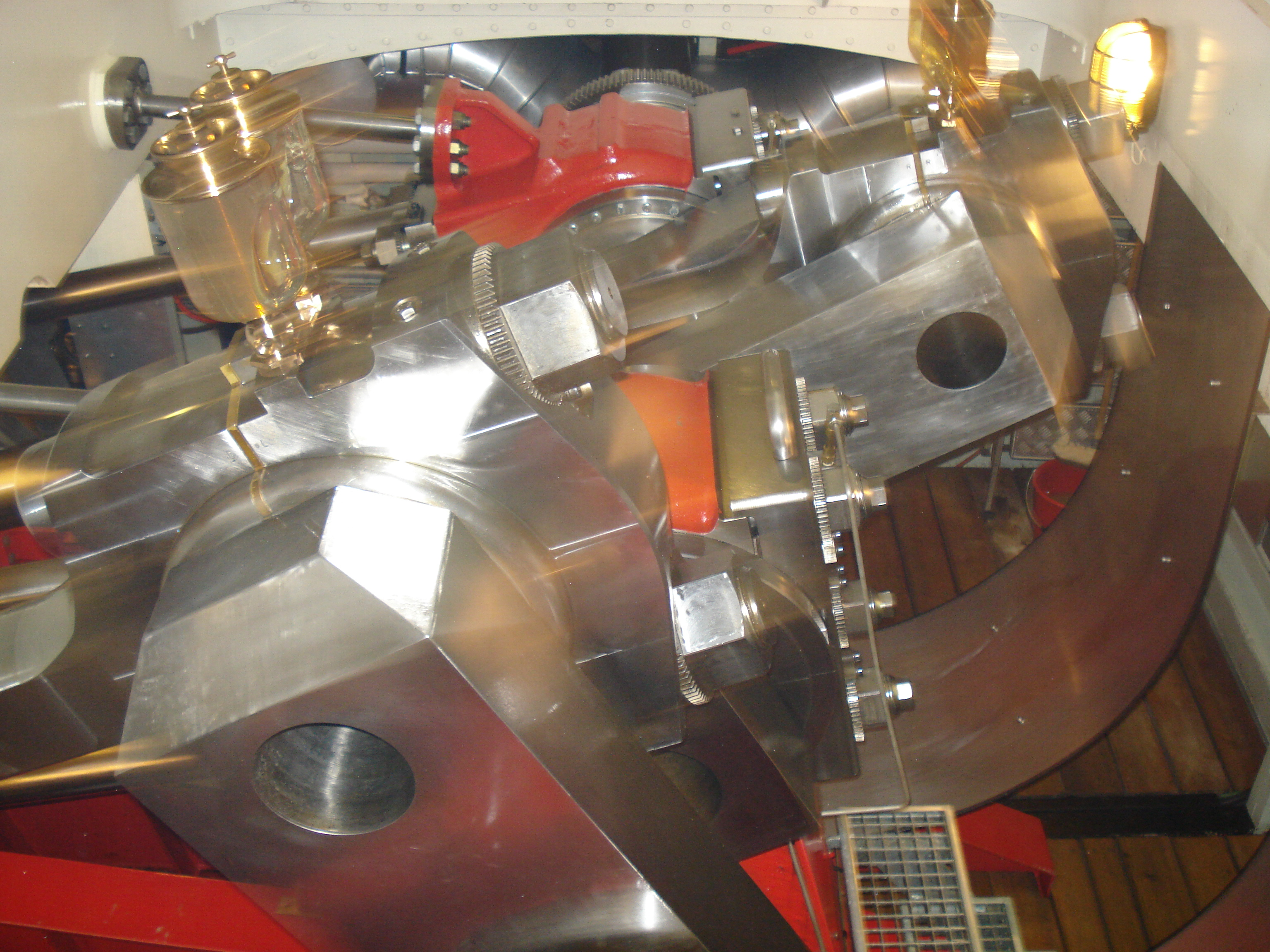
Die neuerbaute Dampfmaschine der Montreux in voller Aktion

Als der dieselelektrische Antrieb 1998 ausgedient hatte, wurde das gesamte Schiff generalrevidiert und in ein dem Ursprungszustand von 1904 angelehntes Äusseres zurückversetzt. An Stelle des zu ersetzenden Antriebes konstruierte die Dampflokomotiv- und Maschinenfabrik DLM AG eine neue Zweizylinder-Heissdampfmaschine. Als Novum wird diese von der Kommandobrücke ferngesteuert. Seit 2001 befährt die Montreux nun als ältester und zugleich modernster Genferseeraddampfer wieder den See. Der neue Dampfkessel wird mit Leichtöl gefeuert und vollautomatisch betrieben.
Seit 2011 ist die Montreux zusammen mit den anderen Raddampfern des Genfersees als historisches Monument klassifiziert.

## Bilder

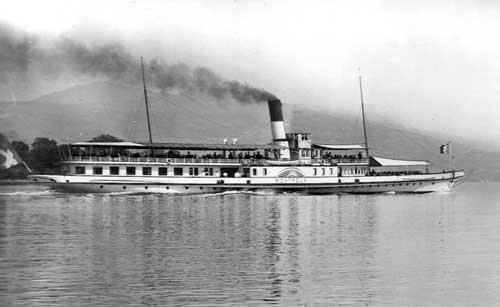
Um 1910, kohlegefeuert, mit Rauchfahne
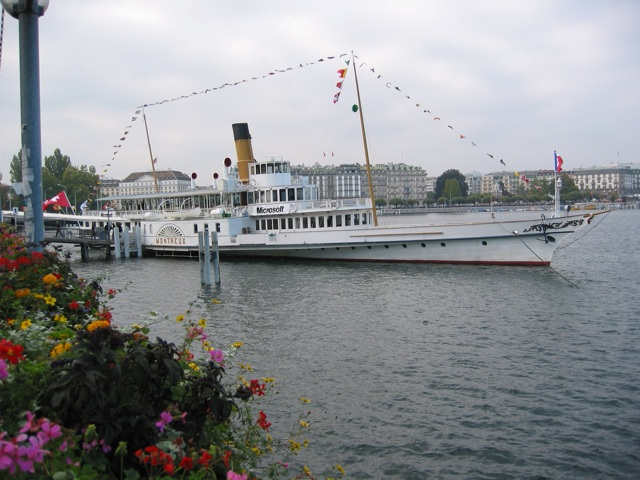
Im Jahr 2003
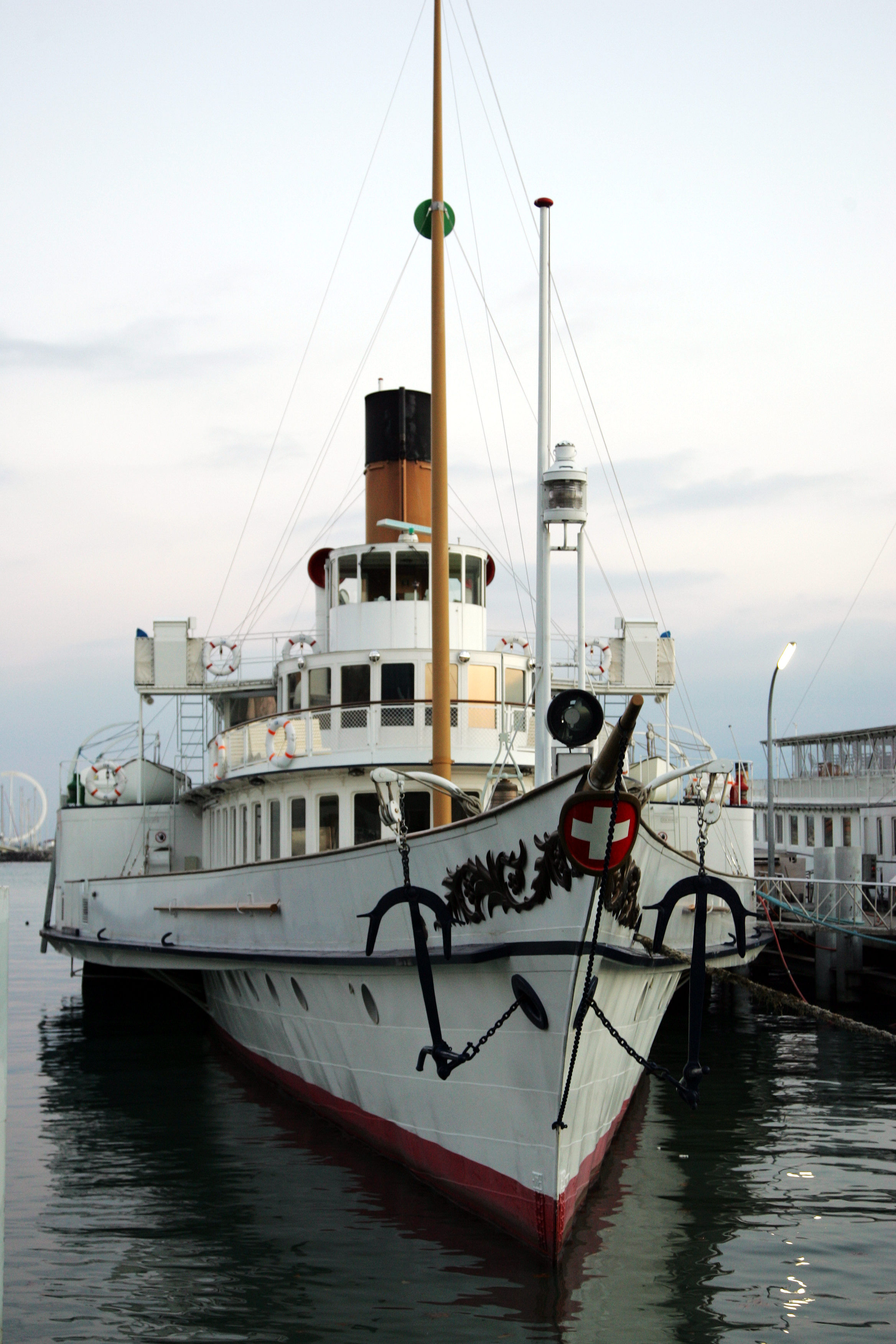
Vertäut in  Ouchy 2007
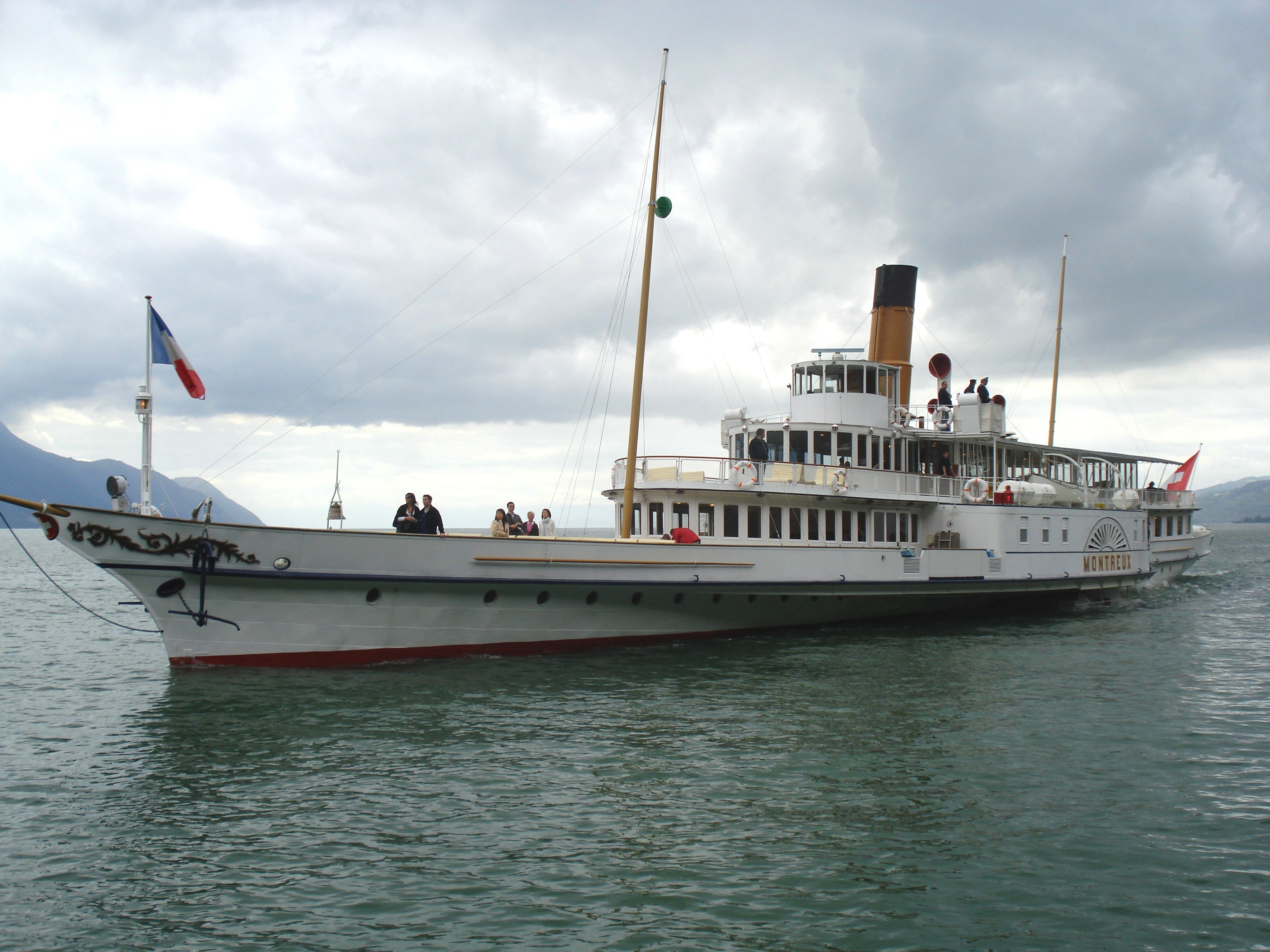
Unterwegs 2007 – ohne sichtbare Rauchfahne

## Fussnoten
1. ↑  ge.ch, französischsprachiger Handelsregister des Kanton Genf, Schreibweise Compagnie Générale de Navigation sur le Lac Léman beim Eintrag von Michel Jeannet (Schiffsrestauration) Abgerufen am 29. November 2016
2. ↑  La Patrie Suisse, 1er juin 1904.
3. ↑  Roger Waller: Neue Schiffsdampfmaschinen. In: DLM - MODERN STEAM. 30. Juni 2020, abgerufen am 26. Oktober 2020.
4. ↑  Communiqué de presse. Archiviert vom Original (nicht mehr online verfügbar) am 23. Januar 2022; abgerufen am 26. Oktober 2020 (französisch).